# Каменный Кын
Каменный Кын — река на Урале, в Пермском крае. Правый приток Кына, притока Чусовой, впадает в Кын в 14 км от его устья. Длина реки 12 км.

## География
Истоки реки — у западного склона горы Каменной, севернее станции Рассоленки. Река течёт на север вдоль подножия горы, и впадает в Кын справа, в 14 км от его устья. Устье Каменного Кына на восточной окраине посёлка Кын.

## Данные водного реестра
По данным государственного водного реестра России, река относится к Камскому бассейновому округу, водохозяйственный участок реки — Чусовая от города Ревды до в/п посёлка Кына, бассейн Камы, речной подбассейн — бассейны притоков Камы до впадения Белой.
Код объекта в государственном водном реестре — 10010100612111100010935.